# 林元华
林元华，清华大学教授、材料学院院长，中华人民共和国教育部长江学者特聘教授。主要研究领域为氧化物介电、压敏功能陶瓷与薄膜材料等。

## 生平
林元华于1991年进入华东理工大学应用化学系学习，获得学士学位；1995年至1998年在中国科学院过程工程研究所攻读硕士学位，之后进入清华大学材料系攻读博士学位，并于2001年获得博士学位。自2001年起，林元华在清华大学材料系从事教学与科研工作，自2017年起，担任清华大学材料学院院长。